# Reichstag zu Worms (1187)
Der Reichstag zu Worms 1187 war eine Reichsversammlung, die Kaiser Friedrich I. (Barbarossa) im August 1187 in Worms abhielt. 

## Vorgeschichte
Das Verhältnis zwischen Papst Urban III. und den Staufern – Kaiser Friedrich und dem Thronfolger, Heinrich VI. – war zerrüttet. Letztere genossen die Unterstützung des überwiegenden Teils des deutschen Episkopats. Eine Ausnahme bildete Erzbischof Philipp I. von Köln, der den Papst und König Heinrich II. von England unterstützte, der sich wiederum im Konflikt mit König Philipp II. von Frankreich befand, der aber mit den Staufern verbündet war. Erzbischof Philipp I. war so für den Kaiser ein erheblicher Störfaktor. Er klagte deshalb auf der Reichsversammlung im August 1187 in Worms gegen ihn.

## Zeitraum
Die Anwesenheit des Kaisers in Worms im Rahmen dieser Reichsversammlung ist vielleicht ab dem 10 August, sicher aber vom 15. August bis zum 21. August 1187 bezeugt. Der Ladungstag dürfte damit Mariä Himmelfahrt (15. August 1187) gewesen sein. Anschließend – im September – hielt sich der Herrscher in Kaiserslautern auf.

## Inhalt
Wichtiges Ereignis war die Klage des Kaisers gegen Erzbischof Philipp I. von Köln, weil dieser den Durchzug kaiserlicher Truppen verhindert habe und wegen übler Nachrede. Da der Erzbischof der Reichsversammlung aber fernblieb, war eine zweite Vorladung erforderlich, die für eine Reichsversammlung in Straßburg ausgesprochen wurde, die auf den 1. Dezember 1187 terminiert war.
Erzbischof Konrad I. von Mainz und anderen Bischöfen wurde vorgeworfen, Mitwisser einer Papst Urban III. zur Last gelegten Verschwörung gegen das Reich gewesen zu sein. Sie leisten einen Reinigungseid.
Auf diesem Hoftag erschienen Vertreter des Grafen Balduin V. von Hennegau, um die Ansprüche ihres Auftraggebers auf das Erbe Namur-Luxemburg abzusichern, die durch den Grafen von Namur bedroht waren. Friedrich sagt daraufhin zum wiederholten Male zu, die Ansprüche des Hennegauer Grafen zu unterstützen.
Der Kaiser und Erzbischof Konrad von Mainz versuchen, einen Streit zwischen Bischof Balduin II. von Utrecht und Graf Otto I. von Geldern zu schlichten. Dem entzog sich Balduin II. aber, indem er die Reichsversammlung vorzeitig verließ.

## Teilnehmer
Teilnehmer an der Reichsversammlung lassen sich aus den Zeugenlisten zweier in dieser Zeit in Worms ausgestellter Urkunden ersehen.
- Erzbischof Konrad von Mainz[3][4]
- Bischof Balduin von Utrecht[6][4]
- Elekt Rudolf von Trier[4]
- Bischof Rudolf von Lüttich[4]
- Bischof Konrad II. von Worms[4]
- Notar Gislebert aus Mons[3]
- Herzog Friedrich VI. von Schwaben[4]
- Herzog Leopold V. von Österreich[4]
- Pfalzgraf Konrad bei Rhein[4]
- Landgraf Ludwig von Thüringen[4]
- Graf Heinrich II. von Sayn [4]
- Graf Wilhelm II. von Jülich[4]
- Graf Otto von Bentheim[4]
- Graf Heinrich I. von Arnsberg[4] und dessen Sohn 
  - Graf Heinrich (II.) von Arnsberg[4]
- Ritter Goswin von Thulin[3]
- Werner von Bolanden[4]